# دورهام سود (كيبك)
دورهام سود (بالإنجليزية: Durham-Sud, Quebec)‏ هي بلدية محلية في كيبيك تقع في كندا في Drummond Regional County Municipality. يقدر عدد سكانها بـ 1,008 نسمة ومساحتها 92.70 كم2 .

## أعلام
- ويليام جيمس دوفي